# Henry Middleton (guvernör)
Henry Middleton, född 28 september 1770 i London, död 14 juni 1846 i Charleston i South Carolina, var en amerikansk diplomat och politiker (demokrat-republikan). Han var South Carolinas guvernör 1810–1812 och ledamot av USA:s representanthus 1815–1819.

## Biografi
Henry Middleton var son till Arthur Middleton och sonson till Henry Middleton.
Han var verksam som plantageägare. Han var ledamot av South Carolinas representanthus 1802–1810 och därefter en kort tid ledamot av South Carolinas senat innan han valdes till guvernör. Han efterträdde 1810 John Drayton som guvernör och efterträddes 1812 av Joseph Alston. År 1815 efterträdde han Langdon Cheves som kongressledamot och efterträddes 1819 av Charles Pinckney.
Middleton var chef för USA:s diplomatiska beskickning i Tsarryssland 6 april 1820–3 augusti 1830.